# Тепловая длина волны
В физике тепловая длина волны де Бройля или термическая длина волны ({\displaystyle \lambda _{\mathrm {th} }}, иногда также обозначаемый {\displaystyle \Lambda }) — это примерно средняя длина волны де Бройля частиц в идеальном газе при указанной температуре. Мы можем оценить среднее расстояние между частицами в газе равным (V/N)1/3, где V — объём, а N — количество частиц. Когда тепловая длина волны де Бройля намного меньше расстояния между частицами, то газ можно считать классическим газом или газом Максвелла — Больцмана. С другой стороны, когда тепловая длина волны де Бройля порядка или превышает расстояние между частицами, квантовые эффекты будут доминировать, и газ следует рассматривать как ферми-газ или бозе-газ, в зависимости от природы частиц газа. Критическая температура является точкой перехода между этими двумя режимами, и при этой критической температуре тепловая длина волны будет примерно равна расстоянию между частицами. То есть квантовая природа газа будет очевидна для{\displaystyle \displaystyle {\frac {V}{N\lambda _{\mathrm {th} }^{3}}}\leq 1\,{\rm {or}}\ \left({\frac {V}{N}}\right)^{1/3}\leq \lambda _{\mathrm {th} }\,,}то есть когда расстояние между частицами меньше тепловой длины волны де Бройля; в этом случае газ будет подчиняться статистике Бозе — Эйнштейна или статистике Ферми — Дирака. Это, например, имеет место для электронов в типичном металле при T = 300 К, где электронный газ подчиняется статистике Ферми — Дирака, или в конденсате Бозе — Эйнштейна. С другой стороны, для{\displaystyle \displaystyle {\frac {V}{N\lambda _{\mathrm {th} }^{3}}}\gg 1\,{\rm {or}}\ \left({\frac {V}{N}}\right)^{1/3}\gg \lambda _{\mathrm {th} }\,,}то есть когда расстояние между частицами намного больше тепловой длины волны де Бройля, газ будет подчиняться статистике Максвелла — Больцмана. Так обстоит дело с молекулярными или атомарными газами при комнатной температуре, а также с тепловыми нейтронами, производимыми источником нейтронов.

## Массивные частицы
Для массивных невзаимодействующих частиц тепловая длина волны де Бройля может быть получена путем расчёта статистической суммы. Предполагая одномерный ящик длиной L, статистическая сумма (с использованием энергетических состояний одномерной частицы в ящике) равна{\displaystyle Z=\sum _{n}e^{-E_{n}/k_{\mathrm {B} }T}=\sum _{n}e^{-h^{2}n^{2}/8mL^{2}k_{\mathrm {B} }T}\,.}Поскольку уровни энергии расположены очень близко друг к другу, можно аппроксимировать эту сумму интегралом{\displaystyle Z=\int _{0}^{\infty }e^{-h^{2}n^{2}/8mL^{2}k_{\mathrm {B} }T}dn={\sqrt {\frac {2\pi mk_{\mathrm {B} }T}{h^{2}}}}L\equiv {\frac {L}{\lambda _{\rm {th}}}}\,.}Следовательно,{\displaystyle \lambda _{\rm {th}}={\frac {h}{\sqrt {2\pi mk_{\mathrm {B} }T}}}\,,}где {\displaystyle h} — постоянная Планка, m — масса частицы газа, {\displaystyle k_{\mathrm {B} }} — постоянная Больцмана, T — температура газа. Это также можно выразить с помощью приведённой постоянной Планка {\displaystyle \hbar ={\frac {h}{2\pi }}} как{\displaystyle \lambda _{\mathrm {th} }={\sqrt {\frac {2\pi \hbar ^{2}}{mk_{\mathrm {B} }T}}}\,.}

## Безмассовые частицы
Для безмассовых (или высокорелятивистских) частиц тепловая длина волны определяется как{\displaystyle \lambda _{\mathrm {th} }={\frac {hc}{2\pi ^{1/3}k_{\mathrm {B} }T}}={\frac {\pi ^{2/3}\hbar c}{k_{\mathrm {B} }T}}\,,}где с — скорость света. Как и тепловая длина волны массивных частиц, она порядка средней длины волны частиц в газе и определяет критическую точку, в которой квантовые эффекты начинают доминировать. Например, при наблюдении длинноволнового спектра излучения абсолютно чёрного тела можно применить классический закон Рэлея — Джинса, но когда наблюдаемые длины волн приближаются к тепловой длине волны фотонов в излучателе абсолютно чёрного тела, необходимо использовать квантовый закон Планка.

## Общее определение
Можно ввести общее определение тепловой длины волны для идеального газа, состоящего из частиц, имеющих произвольную степенную зависимость между энергией и импульсом (дисперсионное соотношение) в любом количестве измерений. Если n — количество измерений и связь между энергией (E) и импульс (p) определяется степенным законом{\displaystyle E=ap^{s}\,,}где a и s являются постоянными, то тепловая длина волны определяется как{\displaystyle \lambda _{\mathrm {th} }={\frac {h}{\sqrt {\pi }}}\left({\frac {a}{k_{\mathrm {B} }T}}\right)^{1/s}\left[{\frac {\Gamma (n/2+1)}{\Gamma (n/s+1)}}\right]^{1/n}\,,}где Γ — гамма-функция. В частности, для трёхмерного (n = 3) газа массивных или безмассовых частиц имеем E = p2/2m (a = 1/2m, s = 2) и E = pc (a = c, s = 1) соответственно, что даёт выражения, перечисленные в предыдущих разделах. Для массивных нерелятивистских частиц (s = 2) выражение не зависит от n. Это объясняет, почему приведённый выше вывод 1D согласуется со случаем 3D.

## Примеры
Некоторые примеры тепловой длины волны де Бройля 298 К приведены ниже.
| Разновидность | Масса (кг) | {\displaystyle \lambda _{\mathrm {th} }} (м) |
| ------------- | ---------- | -------------------------------------------- |
| Электрон      | 9,1094E−31 | 4,3179E−9                                    |
| Фотон         | 0          | 1,6483E−5                                    |
| Ч 2           | 3,3474E−27 | 7,1228E−11                                   |
| О 2           | 5,3135E−26 | 1,7878E−11                                   |